# Tungujei
Tungujei est un village de Roumanie dans le județ de Iași.

## Histoire
L'archéologue, Victor Place y est décédé le 10 janvier 1875. 